# Marin Shkurti
Marin Kolë Shkurti (ur. 1 października 1933 we wsi Samrish k. Szkodry, zm. 1 kwietnia 1969 w Szkodrze) – albański duchowny katolicki, więzień sumienia, błogosławiony Kościoła katolickiego.

## Życiorys
Ukończył szkołę we wsi Dajç nad Buną. PO odbyciu służby wojskowej, w 1957 wybrał suknię duchowną. Naukę kontynuował pod kierunkiem miejscowego proboszcza Pjetëra Grudy. 8 grudnia 1961 został wyświęcony na księdza w katedrze szkoderskiej przez arcybiskupa Ernesto Çobę, w tej samej katedrze odprawił mszę prymicyjną. Do 1967 pracował we wsiach Stajka i Vau te Dejes.
Po ogłoszeniu Albanii państwem ateistycznym w 1967 powrócił do wsi Samrish, gdzie pracował w kołchozie. W tym czasie kontynuował pracę duszpasterską i udzielał sakramentów w sposób tajny. 14 listopada 1968 wraz ze swoimi krewnymi przekroczył nielegalnie granicę albańsko-jugosłowiańską. Schwytany przez jugosłowiańską służbę bezpieczeństwa UDBA już trzy dni później został przekazany władzom albańskim. W czasie śledztwa był torturowany. 5 marca 1969 sąd ludowy, któremu przewodniczył Jorgo Dhroso skazał Shkurtiego na karę śmierci. 1 kwietnia 1969 na mocy rozkazu nr 620, wydanego przez ministra spraw wewnętrznych Kadri Hazbiu, Marin Shkurti został rozstrzelany w okolicach Szkodry. Według Pjetera Pepy ostatnie słowa Shkurtiego brzmiały: Jestem niewinny. Niech żyje wiara Chrystusowa. Niech żyje Albania.
Shkurti znalazł się w gronie 38 Albańczyków, którzy 5 listopada 2016 w Szkodrze zostali ogłoszeni błogosławionymi. Beatyfikacja duchownych, którzy zginęli "in odium fidei" została zaaprobowana przez papieża Franciszka 26 kwietnia 2016.
Imię błogosławionego nosi jedna z ulic w tirańskiej dzielnicy Paskuqan.